# Vápenické lúky
Vápenické lúky este o arie protejată (arie specială de conservare — SAC, sit de importanță comunitară — SCI) din Slovacia întinsă pe o suprafață de 79,29 ha, integral pe uscat.

## Localizare
Centrul sitului Vápenické lúky este situat la coordonatele 49°23′23″N 21°32′23″E / 49.389671°N 21.539675°E.

## Înființare
Situl Vápenické lúky a fost declarat sit de importanță comunitară în decembrie 2021.

## Biodiversitate
Situată în ecoregiunea alpină, aria protejată conține 1 habitat natural: Fânețe de joasă altitudine (Alopecurus pratensis, Sanguisorba officinalis).
La baza desemnării sitului se află un număr nedeclarat de specii protejate.